# Акжайкын
Акжайкын (каз. Ақжайқын) — бессточное солёное озеро (или группа озёр) на дне впадины Ащыколь на северо-западе Сузакского района Туркестанской области, в 100 км от аула Созак. Средняя площадь 48,2 км², глубина 3 м. Объём воды изменяется в зависимости от количества атмосферных осадков. Побережье равнинное.
В период паводка воды реки Чу достигают озера (в остальное время года река теряется в песках Муюнкум).
По состоянию на 1965—1967 год озеро сохраняло некоторое рыбохозяйственное значение.